# محمد مشالي
الدكتور محمد عبد الغفار مشالي (1944 - 28 يوليو 2020) طبيب بشري مصري عُرف بمصر بلقب طبيب الغلابة. لعلاجه المرضى الفقراء بتكلفة منخفضة للغاية أو مجانية.  امتدت مهنة مشالي في الطب إلى أكثر من 50 عامًا.

## دراسته وبداياته
ولد الدكتور محمد مشالي في محافظة البحيرة في عام 1944 لأب يعمل مدرسًا، وانتقل بعدها والده إلى محافظة الغربية وانتقل معه، واستقر مع أسرته هناك، وتخرج في كلية طب القصر العيني في القاهرة 5 يونيو 1967، وتخصص في الأمراض الباطنة وطب الأطفال والحُمَيات، ليعمل في عدد من المراكز والوحدات الطبية بالأرياف التابعة لوزارة الصحة المصرية في محافظات مختلفة، وفي عام 1975 افتتح عيادته الخاصة في طنطا، وتكفل برعاية إخوته وأبناء أخيه الذي توفي مبكرا وتركهم له، ولذلك تأخر في الزواج، ولديه 3 أولاد تخرجوا جميعًا في كلية الهندسة، وظل لسنوات طويلة محددًا قيمة كشفه الطبي في عيادته لا تزيد عن 5 جنيهات مصرية، وزادت أخيرًا لتصل إلى 10 جنيهات، وكثيرًا ما يرفض تقاضي قيمة الكشف من المرضى الفقراء، بل ويشتري لهم العلاج في كثير من الأحيان.

## أبناءه
- عمرو - مهندس.[4]
- هيثم - مهندس.
- وليد - حاصل على بكالوريوس تجارة.

## تكريمه
تقديرًا لجهوده أطلقت محافظة الغربية اسمه على أحد الشوارع في طنطا، وذلك بعد أن طالب سكان المحافظة بتكريمه.

## وفاته
تُوفي في صباح 28 يوليو 2020 في مدينة طنطا بمحافظة الغربية.